# Carlos Marín Tomás
Carlos Marín Tomás (Almería, 19 de febrero de 1997) es un futbolista español que juega de guardameta en el Córdoba C. F. de la Segunda División de España .

## Trayectoria
Se formó en las categorías inferiores del CD Oriente de la ciudad de Almería hasta 2010, cuando ingresó en las categorías inferiores del Atlético de Madrid. Tras ir quemando etapas en el conjunto colchonero, en la temporada 2015-16, forma parte del Club Atlético de Madrid "B".
El 16 de junio de 2017, Marín renovó su contrato con el Atlético de Madrid, pero siguió siendo suplente de Miguel San Román durante la temporada antes de ser cedido el 31 de julio de 2018 al Betis Deportivo Balompié durante una temporada.
El 5 de julio de 2019, firmó un contrato en propiedad con el Betis Deportivo Balompié.
Tras tres temporadas en el filial bético, el 29 de julio de 2021 firma por el Córdoba CF de la Segunda RFEF.
En la temporada 2021-22, logra el ascenso a la Primera División RFEF con el conjunto cordobés.
El 27 de junio de 2024, tras lograr el ascenso a la Segunda División de España con el conjunto cordobés, renueva su contrato por tres temporadas.

## Selección nacional
En la temporada 2013-14, hace su debut con la selección española sub-17 con la que disputa 3 partidos.

## Clubes
| Club                              | País   | Año       |
| --------------------------------- | ------ | --------- |
| Club Atlético de Madrid "B"       | España | 2015-2018 |
| Betis Deportivo Balompié (cedido) | España | 2018-2019 |
| Betis Deportivo Balompié          | España | 2019-2021 |
| Córdoba C. F.                     | España | 2021-Act. |